# Sugaree
"Sugaree" é uma música escrita pelo letrista de longa data da Grateful Dead, Robert Hunter, e composta pelo guitarrista Jerry Garcia. Foi escrito para o primeiro álbum solo de Jerry Garcia, Garcia, lançado em janeiro de 1972. Assim como as músicas do resto do álbum, Garcia toca todos os instrumentos (exceto bateria, tocada por Bill Kreutzmann), incluindo violão, baixo e guitarra elétrica tocada por um alto-falante de Leslie.
A música foi tocada pela primeira vez ao vivo pela Grateful Dead em 31 de julho de 1971, no Yale Bowl da Universidade de Yale, assim como a música "Mr. Charlie". Eles tocaram a música em vários outros shows, incluindo aqueles lançados mais tarde como Dick's Picks Volume 3 e One from the Vault.

## Predecessores
Rusty York gravou uma música gravada por Marty Robbins em 1959 (Chess 1730), também chamada de "Sugaree".
Elizabeth Cotten, cantora da Carolina do Norte, escreveu e gravou uma música chamada "Shake Sugaree" em 1966. O refrão da música de Cotten é "Oh lordie me/Didn't I shake sugaree?" Hunter estava ciente dessa música quando escreveu "Sugaree". A versão de Cotten é apresentada no jogo eletrônico de 2013, Bioshock: Infinite, dentro da favela de Finkton, onde Booker DeWitt pode encontrar um grupo de crianças pobres cantando.
Fred Neil lançou uma música em 1966 em seu álbum homônimo chamado "I've Got a Secret (Didn't We Shake Sugaree)". Também pode ser ouvido em "Echoes of My Mind - The Best of Fred Neil 1963-1971".